# Pierre Jean Jouve
Pierre Jean Jouve (n. 11 octombrie 1887, Arras, communauté urbaine d'Arras⁠(d), Franța – d. 8 ianuarie 1976, Paris, Franța) a fost un scriitor și critic literar francez.
A scris versuri de revoltă împotriva războiului sau de explorare a inconștientului și romane cu implicații erotice.
A condus revista Bandeaux d'or.

## Scrieri
- 1915: Sunteți oameni ("Vous êtes des hommes")
- 1917: Dansul morților ("Dans des morts")
- 1922: Tragice ("Tragiques")
- 1927: Lumea pustie ("Le Monde désert")
- 1929: Paradisul pierdut ("Le paradis perdu")
- 1931: Vagadu
- 1934: Sudoare de sânge ("Sueur de sang")
- 1942: Mormântul lui Baudelaire ("Tombeau de Baudelaire")
- 1945: Fecioara din Paris ("La vierge de Paris")
- 1965: Tenebre ("Ténèbres").